# 橋本町
橋本町（はしもとちょう）は、和歌山県伊都郡にあった町。現在の橋本市の中心部にあたる。本項では町制前の名称である橋本村（はしもとむら）についても述べる。

## 地理
- 山岳：三石山
- 河川：紀の川、山田川、橋本川、東谷川、菖蒲谷川

## 歴史
- 1889年（明治22年）4月1日 - 町村制の施行により、市脇村・東家村・小原田村・菖蒲谷村・橋本町・古佐田村・妻村・原田村の区域をもって橋本村が発足。
- 1894年（明治27年）5月10日 - 橋本村が町制施行して橋本町となる。
- 1955年（昭和30年）1月1日 - 岸上村・山田村・紀見村・隅田村・学文路村と合併して橋本市が発足。同日橋本町廃止。

## 交通

### 鉄道路線
- 日本国有鉄道
  - 和歌山線
    - 橋本駅
- 南海電気鉄道
  - 高野線
    - 橋本駅

### 道路
- 国道24号